# شهرستان میرگه‌سور
شهرستان میرگه‌سور (به کُردی: مێرگەسۆر) یک منطقهٔ مسکونی در عراق/کُردستان است که در استان اربیل (پارێزگای هەولێر) واقع شده‌است. این شهرستان هم‌مرز با ایران و ترکیه است.